# Goniothalamus cheliensis
Goniothalamus cheliensis Hu – gatunek rośliny z rodziny flaszowcowatych (Annonaceae Juss.). Występuje naturalnie w południowych Chinach – w południowej części prowincji Junnan. 

## Morfologia
PokrójZimozielone drzewo dorastające do 5 m wysokości.
LiścieMają odwrotnie jajowaty kształt. Mierzą 56–76 cm długości oraz 13–19 cm szerokości. Nasada liścia jest klinowa. Blaszka liściowa jest o spiczastym wierzchołku. Liść na brzegu jest silnie owłosiony. Ogonek liściowy jest lekko owłosiony i dorasta do 20–25 mm długości.
KwiatySą pojedyncze lub zebrane w pęczki, rozwijają się na pniach i gałęziach (kaulifloria). Działki kielicha mają owalny kształt i dorastają do 4–8 mm długości. Płatki mają odwrotnie owalny kształt i zieloną barwę, osiągają do 25–33 mm długości. Kwiaty mają około 100 pręcików i 9–13 owocolistków.
OwocePojedyncze mają podłużnie eliptyczny kształt, zebrane w owoc zbiorowy. Osiągają 6–9 cm długości i 1,5–2 cm szerokości.

## Biologia i ekologia
Rośnie w lasach. Występuje na wysokości do 1500 m n.p.m. Kwitnie w marcu, natomiast owoce pojawiają się od kwietnia do września.